# 前垈·爱宝乐园站
前垈·愛寶樂園站（：／ Jeondae-ebeoraendeu yeok */?）是龍仁輕軌的終點車站，位於韓國京畿道龍仁市處仁區蒲谷邑。本站有接駁巴士可前往愛寶樂園。

## 車站結構
站體為2面2線側式月台的高架車站，候車月台設有月台幕門。其中一側月台目前不開放使用。

### 月台配置
| 屯田 ↑   |
| \| 上    |
| 起終點站 |

| 月台 | 路線        | 目的地                 |
| ---- | ----------- | ---------------------- |
| 上行 | ●龙仁轻电铁 | 金良場、東栢、器興方向 |
| 下行 | ●龙仁轻电铁 | 不使用                 |

## 歷史
- 2013年4月26日：落成啟用。

## 車站周邊
- 愛寶樂園
- 湖巖美術館
- 加勒比海灣水上樂園
- 白蓮寺
- 前垈橋
- 三溪橋

## 相鄰車站
龍仁輕量電鐵
●龙仁轻电铁
屯田（Y123）－前垈·愛寶樂園（Y124）